# صلیب لاتین

crux immissa یا صلیب لاتین

صلیب لاتین یا crux immissa نوعی صلیب است که در آن تیر عمودی بالای تیر صلیب می‌چسبد، به صلیب چهار بازو می‌دهد. به‌طور معمول دو بازوی افقی و عمودی بالایی دارای طول یکسانی هستند، اگرچه گاهی اوقات بازوی عمودی کوتاه‌تر است، اما بازوی عمودی پایین همیشه بسیار بلندتر از هر بازوی دیگری است.
اگر وارونه نمایش داده شود، صلیب سنت پیتر نامیده می‌شود، زیرا او بر روی این نوع صلیب اعدام شده است. به همین دلیل وقتی به پهلو نمایش داده می‌شود، صلیب سنت فیلیپ نامیده می‌شود.
بسیاری از کلیساهای قرون وسطایی با استفاده از پلان صلیب لاتین طراحی شده‌اند. وقتی از بالا به آن نگاه کنید، شکل یک صلیب لاتین را به خود می‌گیرد. یک پلان متقاطع لاتین عمدتاً شامل یک شبستان، گذرگاه، اپسید و نارتکس است.

## تاریخ

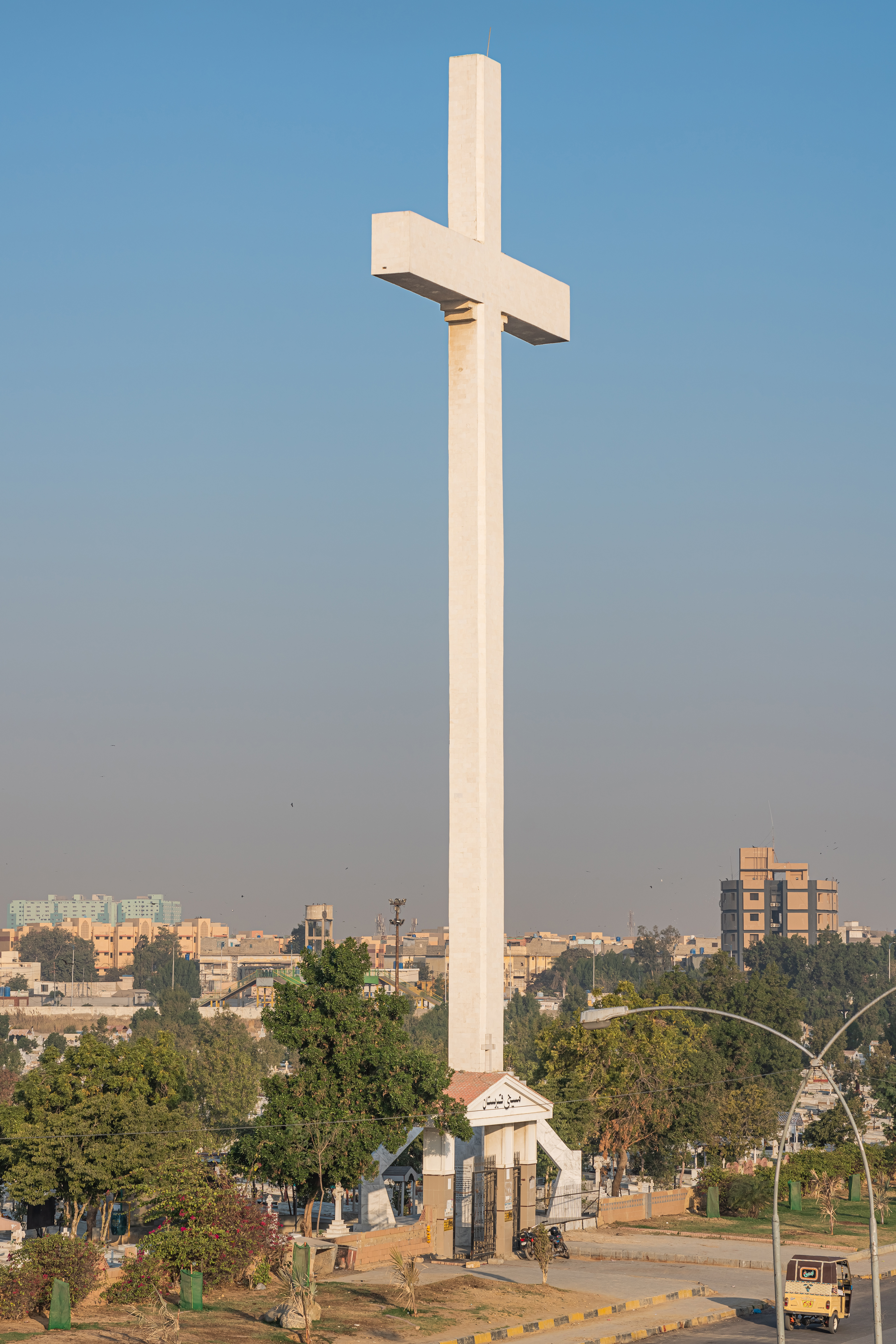
صلیب کنار راه در کراچی، پاکستان.

در معنای وسیع، صلیب لاتین برای نشان دادن تمام مسیحیت استفاده می‌شود، با توجه به اینکه می‌آموزد که عیسی خود را برای بشریت بر روی آن قربانی کرد و گناهان جهان را جبران کرد. این به ویژه در میان فرقه‌های مسیحیت غربی، از جمله سنت کاتولیک رومی و چندین سنت پروتستان، مانند لوترانیسم، موراویانیسم، انگلیکانیسم، متدیسم، و مسیحیت اصلاح شده، و همچنین توسط آناباپتیست‌ها، باپتیست‌ها و پنطیکاستی‌ها استفاده می‌شود. در دوره‌های خاصی، مانند اصلاحات کلیسای انگلیسی در سده شانزدهم، صلیب لاتین توسط اقلیتی از الهی‌دانان مانند نیکلاس ریدلی مورد بی مهری قرار گرفت، اگرچه در تاریخ کلی کلیساهای مسیحی غرب، این کوتاه مدت بود.

## کلیساهای صلیبی شکل

پلان متقاطع لاتین با کد رنگی

پلان متقاطع لاتین یک پلان طبقه است که در بسیاری از کلیساها و کلیساهای مسیحی یافت می‌شود. وقتی از بالا یا در نمای پلان به آن نگاه کنیم شکل یک صلیب لاتین را به خود می‌گیرد (crux immissa). چنین کلیساهای صلیبی شکل در دوران رومانسک در غرب بسیار رایج بود. پلان ایده‌آل کلیسا در دوره رنسانس متقارن در اطراف یک نقطه مرکزی بود. بازوی بلندتر پلان متقاطع لاتین شبستان است که بر روی یک محور شرقی-غربی قرار دارد و به‌طور سنتی شامل راهروها یا نمازخانه‌ها است. گذر از شبستان عبور می‌کند و از شمال به جنوب می‌گذرد و می‌تواند به همان عرض شبستان باشد یا از هر دو طرف بیشتر امتداد یابد تا شکل صلیب مشخص تری ایجاد کند. انتهای شرقی آن اپسی است که به‌طور سنتی شامل گروه کر، سرا یا پیشبیتری است. بسیاری نیز در ورودی دارای یک گلدسته هستند.

### نمونه‌هایی از کلیساهای جامع با طرح صلیب لاتین
- کلیسای قدیمی سنت پیتر یک کلیسای جامع در رم، ایتالیا است که در سال ۳۲۶ پس از میلاد تقدیس شد[۱۶]
- کلیسای جامع شارتر یک کلیسای جامع در شارتر فرانسه است که بین سال‌های ۱۱۹۴ تا ۱۲۲۰ ساخته شده است.
- کلیسای جامع سیه‌نا یک کلیسای جامع در سیه‌نا ایتالیا است که بین سال‌های ۱۲۱۵ تا ۱۲۶۳ تکمیل شد.
- کلیسای جامع کلن یک کلیسای جامع در شهر کلن آلمان است که ساخت آن در سال ۱۲۴۸ آغاز شد، اما در سال ۱۵۹۰ متوقف شد و تا سال ۱۸۸۰ ناتمام ماند.
- کلیسای نوتردام یک کلیسای جامع در پاریس، فرانسه است که تا حدود زیادی در سال ۱۲۶۰ تکمیل شد.
- کلیسای جامع فلورانس یک کلیسای جامع در فلورانس ایتالیا است که از نظر ساختاری در سال ۱۴۳۶ تکمیل شد.

## در سیستم‌های کامپیوتری
گلیف یک نقطه کد یونیکد دارد: U+271D ✝ latin cross (اچ‌تی‌ام‌ال: &#10013;)

### علائم مشابه
- U+2628 ☨ cross of lorraine
- U+2020 † dagger
- U+2021 ‡ double dagger